# Катарина фон Насау-Байлщайн
Катарина фон Насау-Байлщайн (на немски: Katharina von Nassau-Beilstein) е чрез женитба графиня на Ханау.

## Биография
Тя е дъщеря на граф Хайнрих II фон Насау-Байлщайн и съпругата му Катарина фон Рандероде.
Катарина се омъжва на 18 януари 1407 г. за Райнхард II фон Ханау (1369 – 1451), от 1404 г. господар на Ханау и от 1429 г. първият граф на Ханау. След смъртта на нейния син Райнхард III през 1452 г. тя поема опекунството за неговия син Филип I заедно с дядо му по майчина линия пфалцграф Ото I фон Пфалц-Мозбах и нейния най-малък син Филип (Стари) до подялбата на страната през 1458 г.
Катарина умира на 6 септември 1459 г. Погребана е в църквата Св. Мария в Ханау.

## Деца
Катарина и Райнхард имат децата:
- Катарина (1408 – 1460), омъжена 1.) 1421 г. за граф Томас II фон Ринек (пр. 1408 – 1431), 2.) 1432/1434 г. за граф Вилхелм II фон Хенеберг-Шлойзинген (1415 – 1444, при лов)
- Анна (* 15 юни 1409; † ?)
- Маргарета (1411 – 1441), омъжена 1440 г. за граф Готфрид VIII фон Епщайн-Диц († 1466)
- Райнхард III (1412 – 1452), от 1451 г. граф на Ханау
- Елизабет (1416 – 1446), омъжва се на 4 май 1432 г. за вилд- и Рейнграф Йохан IV фон Даун-Кирбург (1422 – 1476)
- Филип (Стари) (1417 – 1480), граф на Ханау-Лихтенберг